# Blasen-Kegelschnecke
Die Blasen-Kegelschnecke oder Aufgeblasene Kegelschnecke (Conus bullatus) ist eine Schnecke aus der Familie der Kegelschnecken (Gattung Conus), die im Indopazifik verbreitet ist. Sie ernährt sich von Fischen und von anderen Schnecken.

## Merkmale
Conus bullatus trägt ein mittelgroßes bis großes, mäßig festes bis festes Schneckenhaus, das bei ausgewachsenen Schnecken 4,5 bis 8 cm Länge erreicht. Der Körperumgang ist eiförmig bis schmal eiförmig, der Umriss konvex, aber weniger konvex oder gerade am Viertel beim Apex und zur Basis hin und in der Mittel mit nahezu parallelen Seiten. Die Gehäusemündung ist an der Basis deutlich breiter als bei der Schulter. Die Schulter ist fast winkelig bis winkelig oder leicht gekielt. Das Gewinde ist niedrig, sein Umriss konkav mit einem aus dem flachen Gewinde herausragenden Apex oder gerade. Der Protoconch besteht aus 3 bis 3,5 Umgängen und hat einen maximalen Durchmesser von rund 1 cm. Die ersten 3 bis 6 Umgänge des Teleoconchs sind mit Tuberkeln besetzt, die späteren Umgänge manchmal leicht gekielt. Die Nahtrampen des Teleoconchs sind flach, in den späteren Umgängen konkav mit einer zunehmenden bis 2 bis 4 spiraligen Rillen, die in den letzten Umgängen nur schwach ausgeprägt sind. Der Körperumgang hat an der Basis einige schwache, schmale, spiralig verlaufende Rillen. Die Grundfarbe des Gehäuses ist weiß und wechselnd orange bis violett. Der Körperumgang ist mit spiralig verlaufenden Reihen orangefarbener bis rötlich-brauner Flecken, Striche, Balken und Flecken überzogen, die sich unregelmäßig mit weißen Punkten abwechseln, in einigen Reihen oft auch mit dreieckigen Flecken. Auf den Flächen dazwischen gibt es meist ein unvollständiges bis regelmäßiges Netzwerk weniger auffälliger orangefarbener bis rötlich-brauner zeltförmiger Flecken. Ähnlich gefärbte Flecken bilden auch unterbrochene spiralig verlaufende Streifen im vom Apex abgewandten Drittel, oberhalb der Mitte und manchmal unterhalb der Schulter. Von der Schulter bis zur Basis können sich feine rötlich-braune axial verlaufende Linien erstrecken. Bei der Form pongo fehlen für gewöhnlich die netzartigen dreieckigen Flecken, doch gibt es auffälligere feine weiße axial verlaufende Linien, bei manchen Individuen auch orange bis rötlich-braune Wolkenmuster. Der Protoconch und die folgenden zwei Nahtrampen sind hellrot, die späteren Nahtrampen mit orangefarbenen bis rötlich-braunen radial verlaufenden Streifen und Flecken, die in den späteren Umgängen oft verschmelzen. Die Gehäusemündung ist in der Regel am Rand beige, tiefer innen gelb-orange, bei der Form pongo am Rand orange-braun und tiefer innen dunkel braunrot. Das Periostracum ist sehr dünn und durchscheinend.

## Verbreitung und Lebensraum
Conus bullatus ist im Indopazifik von Sansibar und Mosambik bis zu den Marquesas und Hawaii verbreitet, und zwar von der ostafrikanischen Küste bis zum westlichen Thailand als Form pongo. Er kommt von der Gezeitenzone bis in Meerestiefen von 240 m vor, bevorzugt unterhalb der Gezeitenzone bis 50 m. Er lebt auf schlammigem Sand, Korallen- oder Muschelschill, oft unter toten Korallenskeletten außerhalb oder innerhalb von Riffen.

## Ernährung und Fressfeinde
Die Beute von Conus bullatus besteht aus Fischen und Schnecken, die er nachts jagt und mit seinen giftigen Radulazähnen harpuniert. Er selbst wird allerdings von Rochen und Marmor-Kegelschnecken (Conus marmoreus) erbeutet.